# Dusun

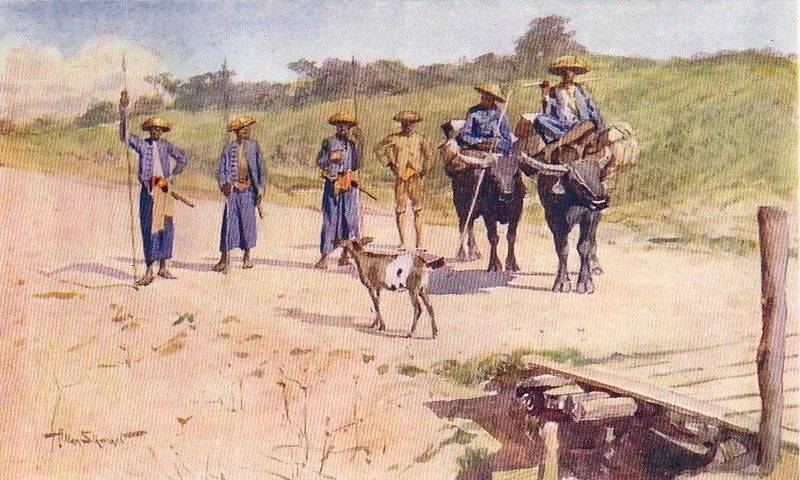
Commerçants dusuns(illustration d'Allan Stewart in : British North Borneo, by L. W. W. Gudgeon, published by Adam and Charles Black, Londres, 1913.)

Les Dusuns ou Dousouns sont une population du nord de l'île de Bornéo en Malaisie et en Indonésie. Ils sont culturellement proches des Kadazans dans la même région. Cette population à sa langue propre, le dusun, même si le malais et l'anglais y sont parlés. Ils sont majoritairement chrétiens et minoritairement musulmans et animistes.